# 第13回クリティクス・チョイス・アワード
13th Critics' Choice Awards

2008年1月7日

作品賞: 

『ノーカントリー』
第13回クリティクス・チョイス・アワードは、2007年の映画に贈られる賞で、2008年1月7日に発表された。

## 受賞・ノミネート一覧

### 主演男優賞
- ダニエル・デイ＝ルイス - 『ゼア・ウィル・ビー・ブラッド』
  - ジョージ・クルーニー - 『フィクサー』
  - ジョニー・デップ - 『スウィーニー・トッド フリート街の悪魔の理髪師』
  - ライアン・ゴズリング - 『ラースと、その彼女』
  - エミール・ハーシュ - 『イントゥ・ザ・ワイルド』
  - ヴィゴ・モーテンセン - 『イースタン・プロミス』

### 主演女優賞
- ジュリー・クリスティ - 『アウェイ・フロム・ハー君を想う』
  - エイミー・アダムス - 『魔法にかけられて』
  - ケイト・ブランシェット - 『エリザベス:ゴールデン・エイジ』
  - マリオン・コティヤール - 『エディット・ピアフ〜愛の讃歌〜』
  - アンジェリーナ・ジョリー - 『マイティ・ハート/愛と絆』
  - エリオット・ペイジ - 『JUNO/ジュノ』

### アニメ映画賞
- 『レミーのおいしいレストラン』
  - 『ビー・ムービー』
  - 『ベオウルフ/呪われし勇者』
  - 『ペルセポリス』
  - 『ザ・シンプソンズ MOVIE』

### キャスト賞
- 『ヘアスプレー』
  - 『JUNO/ジュノ』
  - 『ノーカントリー』
  - 『スウィーニー・トッド フリート街の悪魔の理髪師』
  - 『ゴーン・ベイビー・ゴーン』
  - 『その土曜日、7時58分』

### 作曲賞
- ジョニー・グリーンウッド - 『ゼア・ウィル・ビー・ブラッド』
  - マルコ・ベルトラミ - 『3時10分、決断のとき』
  - ダリオ・マリアネッリ - 『つぐない』
  - アラン・メンケン - 『魔法にかけられて』
  - クリント・イーストウッド - 『さよなら。いつかわかること』
  - アレクサンドル・デプラ - ラスト、コーション』

### 監督賞
- コーエン兄弟 - 『ノーカントリー』
  - ティム・バートン - 『スウィーニー・トッド フリート街の悪魔の理髪師』
  - シドニー・ルメット - 『その土曜日、7時58分』
  - ショーン・ペン - 『イントゥ・ザ・ワイルド』
  - ジュリアン・シュナーベル - 『潜水服は蝶の夢を見る』
  - ジョー・ライト - 『つぐない』

### ドキュメンタリー映画賞
- 『シッコ』
  - Darfur Now
  - 『ザ・ムーン』
  - The King of Kong
  - No End in Sight
  - Sharkwater

### 作品賞
- 『ノーカントリー』
  - 『アメリカン・ギャングスター』
  - 『つぐない』
  - 『潜水服は蝶の夢を見る』
  - 『イントゥ・ザ・ワイルド』
  - 『JUNO/ジュノ』
  - 『君のためなら千回でも』
  - 『フィクサー』
  - 『スウィーニー・トッド フリート街の悪魔の理髪師』
  - 『ゼア・ウィル・ビー・ブラッド』

### コメディ映画賞
- 『JUNO/ジュノ』
  - 『40オトコの恋愛事情』
  - 『ヘアスプレー』
  - 『無ケーカクの命中男/ノックトアップ』
  - 『スーパーバッド 童貞ウォーズ』

### ファミリー映画賞
- 『魔法にかけられて』
  - 『奇跡のシンフォニー』
  - 『ライラの冒険 黄金の羅針盤』
  - 『ヘアスプレー』
  - 『ハリー・ポッターと不死鳥の騎士団』

### 外国語映画賞
- 『潜水服は蝶の夢を見る』 •  アメリカ合衆国
  - 『4ヶ月、3週と2日』 •  ルーマニア
  - 『エディット・ピアフ〜愛の讃歌〜』 •  フランス
  - 『ラスト、コーション』 •  台湾
  - 『永遠のこどもたち』 •  スペイン

### 脚本賞
- ディアブロ・コーディ - 『JUNO/ジュノ』
  - コーエン兄弟 - 『ノーカントリー』
  - トニー・ギルロイ - 『フィクサー』
  - ナンシー・オリヴァー - 『ラースと、その彼女』
  - ショーン・ペン - 『イントゥ・ザ・ワイルド』
  - アーロン・ソーキン - 『チャーリー・ウィルソンズ・ウォー』

### 歌曲賞
- "Falling Slowly" - グレン・ハンサード、マルケタ・イルグロヴァ - 『ONCE ダブリンの街角で』
  - "That's How You Know" - エイミー・アダムス - 『魔法にかけられて』
  - "Come So Far" - クィーン・ラティファ、ニッキー・ブロンスキー、ザック・エフロン、イライジャ・ケリー - 『ヘアスプレー』
  - "Do You Feel Me" - アンソニー・ハミルトン - 『アメリカン・ギャングスター』
  - "Guaranteed" - エディ・ヴェダー - 『イントゥ・ザ・ワイルド』

### 助演男優賞
- ハビエル・バルデム - 『ノーカントリー』
  - ケイシー・アフレック - 『ジェシー・ジェームズの暗殺』
  - フィリップ・シーモア・ホフマン - 『チャーリー・ウィルソンズ・ウォー』
  - ハル・ホルブルック - 『イントゥ・ザ・ワイルド』
  - トム・ウィルキンソン - 『フィクサー』

### 助演女優賞
- エイミー・ライアン - 『ゴーン・ベイビー・ゴーン』
  - ケイト・ブランシェット - 『アイム・ノット・ゼア』
  - キャサリン・キーナー - 『イントゥ・ザ・ワイルド』
  - ヴァネッサ・レッドグレイヴ - 『つぐない』
  - ティルダ・スウィントン - 『フィクサー』

### テレビ映画賞
- Bury My Heart at Wounded Knee
  - The Company
  - 『アウター・ゾーン』
  - The War

### 若手男優賞
- アフマド・ハーン・マフムードザダ - 『君のためなら千回でも』
  - マイケル・セラ - 『JUNO/ジュノ』
  - マイケル・セラ - 『スーパーバッド 童貞ウォーズ』
  - フレディ・ハイモア - 『奇跡のシンフォニー』
  - エド・サンダース - 『スウィーニー・トッド フリート街の悪魔の理髪師』

### 若手女優賞
- ニッキー・ブロンスキー - 『ヘアスプレー』
  - ダコタ・ブルー・リチャーズ - 『ライラの冒険 黄金の羅針盤』
  - アナソフィア・ロブ - 『テラビシアにかける橋』
  - シアーシャ・ローナン - 『つぐない』